# 上沃羅塔

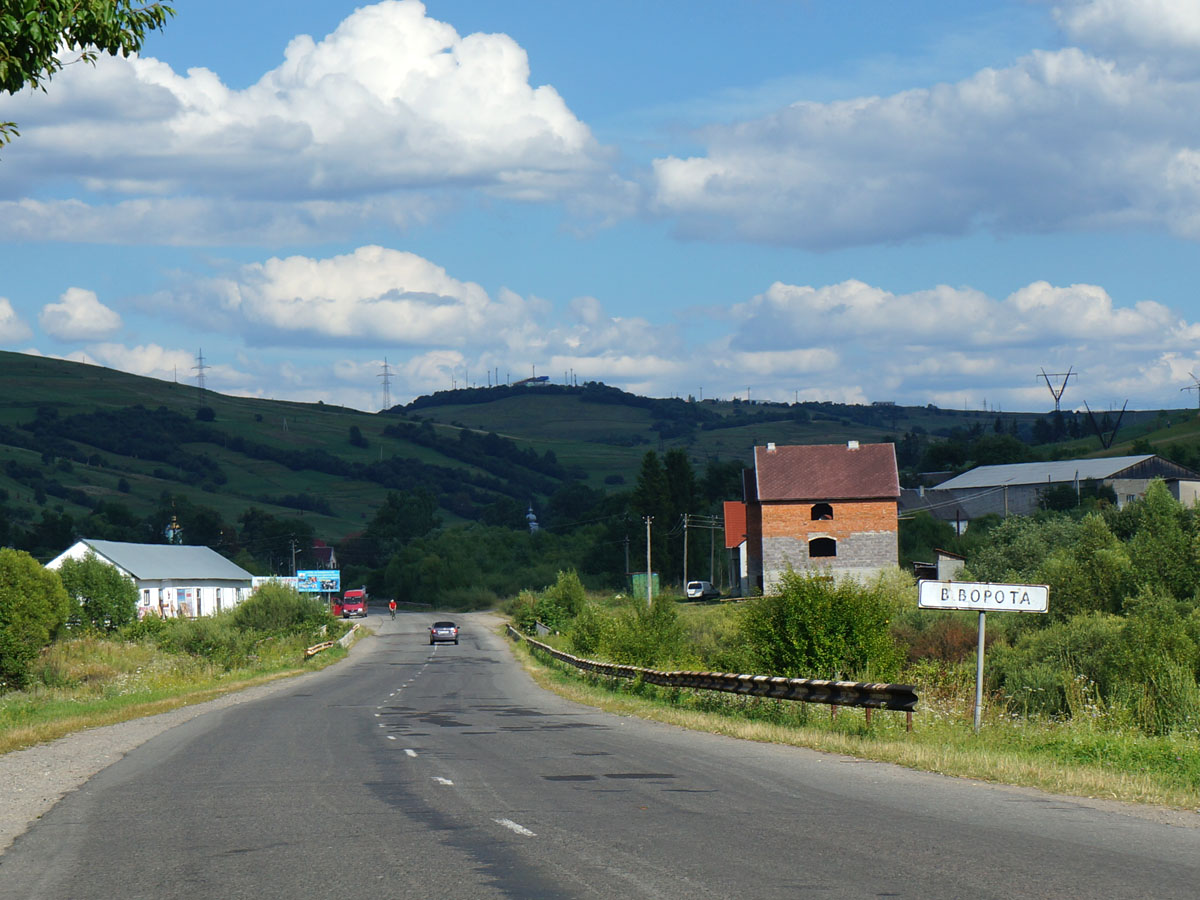

48°44′48″N 23°8′50″E / 48.74667°N 23.14722°E
上沃羅塔（烏克蘭語：Верхні Ворота），是烏克蘭西部的村莊，隸屬外喀爾巴阡州的穆卡切沃區。該村始建於1558年，面積3.27平方公里，海拔高度489米，2001年人口2,258，人口密度每平方公里691.15人。